# Mitsuoka
Mitsuoka (光岡自動車, Mitsuoka jidōsha) és una marca d'automòbils japonesa fundada l'1 de febrer de 1968 amb seu a la ciutat de Toyama, a la prefectura de Toyama. La marca és coneguda per fabricar models d'estil vintage sobre la base d'alguns models populars japonesos com el Nissan Micra o el Toyota Corolla. Tot i això, la marca també ha creat models d'estètica i inspiració futurista com l'Orochi o el Like-T3.

## Història
Tot i que l'empresa va ser fundada el 1968, no fou fins a l'any 1982 quan va començar la producció de models propis, quan llançà al mercat la sèrie de microcotxes BUBU 50, tots ells motoritzats amb un propulsor de 50 centímetres cúbics. Aquesta petita gama de models va ser el punt de partida de Mitsuoka com a fabricant d'automòbils. Després d'això, Mitsuoka va llançar alguns models de rèpliques d'automòbils clàssics amb la plataforma del Volkswagen Escarabat. El 1991 la marca començà la producció del Le-Seyde, el seu primer model de fama internacional. El Le-Seyde va tindre la particularitat de tindre una producció limitada a només 500 unitats que la marca assegura que va vendre els primers quatre dies de que el model isquera al mercat. També el 1991 es llançà el Dore, una versió descapotable del Le-Seyde amb la plataforma del Ford Mustang. El 1993 voria la llum el model més popular de la marca i que encara es troba en producció amb la seua tercera generació: el Viewt, basat en l'estètica del Jaguar Mark 2 sota una plataforma del Nissan Micra.

## Models

### Actuals
| Viewt III        |  | Segment B  | - Berlina 4P           | 2010 |
| Viewt Nadeshiko  |  | Segment B  | - Hatchback 5P         | 2015 |
| Rock Star        |  | Segment D  | - Descapotable         | 2018 |
| Himiko II        |  | Segment D  | - Coupé - Descapotable | 2018 |
| Ryugi            |  | Segment C  | - Berlina - Familiar   | 2014 |
| Mitsuoka Like-T3 |  | Microcotxe | - Buggy                | 2012 |

### Històrics
| BUBU          |  | Microcotxe | - Diverses               | 1982-1983 |
| Classic SSK   |  | Segment B  | - Descapotable           | 1987-1989 |
| 356 Speedstar |  | Segment C  | - Descapotable           | 1989-1990 |
| Le-Seyde      |  | Segment D  | - Coupé                  | 1990-2006 |
| Dore          |  | Segment D  | - Descapotable           | 1991-1993 |
| Zero1         |  | Segment D  | - Coupé                  | 1994-2000 |
| Ray           |  | Kei car    | - Hatchback 3/5P         | 1996-2004 |
| Ryoga         |  | Segment D  | - Berlina - Familiar     | 1998-2004 |
| Yuga          |  | Segment B  | - Monovolum              | 2000-2001 |
| Nouera        |  | Segment D  | - Berlina - Familiar     | 2004-2012 |
| Orochi        |  | Segment D  | - Coupé - Descapotable   | 2006-2014 |
| Galue         |  | Segment F  | - Berlina - Descapotable | 1996-2020 |
| Like          |  | Kei car    | - Hatchback 5P           | 2010-2012 |